# Delray Beach Open 2025
Delray Beach Open 2025 byl tenisový turnaj hraný na mužském profesionálním okruhu ATP Tour v Delray Beach Tennis Center. Třicátý třetí ročník Delray Beach Open probíhal mezi 10. a 16. únorem 2025 ve floridském Delray Beach na dvorcích s tvrdým povrchem Plexipave.
Turnaj dotovaný 766 290 dolary patřil do kategorie ATP Tour 250. Nejvýše nasazeným singlistou se potřetí za sebou stal čtvrtý tenista světa Taylor Fritz ze Spojených států, jenž ovládl předchozí dva ročníky. Jako poslední přímý účastník se do hlavní soutěže – v době ukončení přihlášek – kvalifikoval chorvatský 87. hráč žebříčku Borna Ćorić, který se však z turnaje odhlásil. V důsledku invaze Ruska na Ukrajinu na konci února 2022 řídící organizace tenisu ATP, WTA a ITF s grandslamy rozhodly, že ruští a běloruští tenisté mohli dále na okruzích startovat, ale do odvolání nikoli pod vlajkami Ruska a Běloruska.
25letý Miomir Kecmanović se stal prvním Srbem v historii okruhu ATP Tour, který vyhrál obě soutěže jediného ročníku turnaje, když ovládl dvouhru i čtyřhru. V obou soutěžích tak získal druhé kariérní tituly. V singlovém finále odvrátil dva mečboly. Deblovou trofej vybojoval po boku Američana Brandona Nakashimy.

## Rozdělení bodů a finančních odměn

### Rozdělení bodů
| Soutěž  | Soutěž      | vítězové | finalisté | semifinalisté | čtvrtfinalisté | 16 v kole | 32 v kole | Q  | Q2 | Q1 |
| ------- | ----------- | -------- | --------- | ------------- | -------------- | --------- | --------- | -- | -- | -- |
| dvouhra | [ 3 ] [ 7 ] | 250      | 165       | 100           | 50             | 25        | 0         | 13 | 7  | 0  |
| čtyřhra | [ 9 ]       | 250      | 150       | 90            | 45             | 0         | —         | —  | —  | —  |

Vysvětlivky
1. ↑  Nasazení s volným losem do druhého kola neobdrželi v případě prohry žádné body.[8]

### Finanční odměny
| Soutěž                              | Soutěž      | vítězové  | finalisté | semifinalisté | čtvrtfinalisté | 16 v kole | 32 v kole | Q2      | Q1      |
| ----------------------------------- | ----------- | --------- | --------- | ------------- | -------------- | --------- | --------- | ------- | ------- |
| dvouhra                             | [ 3 ] [ 7 ] | 103 455 $ | 60 350 $  | 35 480 $      | 20 555 $       | 11 935 $  | 7 295 $   | 3 650 $ | 1 990 $ |
| čtyřhra                             | [ 9 ]       | 35 980 $  | 19 330 $  | 11 310 $      | 6 270 $        | 3 700 $   | —         | —       | —       |
| částka ve čtyřhře je uvedena na pár |             |           |           |               |                |           |           |         |         |

## Dvouhra mužů

### Nasazení
| Stát                         | Hráč                        | ATP | Nasazení |
| ---------------------------- | --------------------------- | --- | -------- |
| USA                          | Taylor Fritz                | 4.  | 1.       |
| USA                          | Tommy Paul                  | 9.  | 2.       |
| USA                          | Alex Michelsen              | 36. | 3.       |
| Itálie                       | Matteo Arnaldi              | 39. | 4.       |
| USA                          | Marcos Giron                | 41. | 5.       |
| USA                          | Brandon Nakashima           | 42. | 6.       |
| Srbsko                       | Miomir Kecmanović           | 55. | 7.       |
| Španělsko                    | Alejandro Davidovich Fokina | 59. | 8.       |
| Francie                      | Arthur Rinderknech          | 60. | 9.       |
| Žebříček ATP k 3. únoru 2025 |                             |     |          |

### Jiné formy účasti
Následující hráči obdrželi divokou kartu do hlavní soutěže:
- Mackenzie McDonald
- Reilly Opelka
- Learner Tien

Následující hráč nastoupil pod žebříčkovou ochranou:
- Borna Gojo

Následující hráči postoupili z kvalifikace:
- Tristan Boyer
- Michael Mmoh
- Zachary Svajda
- James Trotter]

Následující hráči postoupili z kvalifikace jako šťastní poražení:
- Taró Daniel
- Dmitrij Popko
- Ethan Quinn

### Odhlášení
před zahájením turnaje
- Borna Ćorić → nahradil jej  Taró Daniel
- Gabriel Diallo → nahradil jej  Dmitrij Popko
- Tommy Paul → nahradil jej  Ethan Quinn

## Mužská čtyřhra

### Nasazení
| Stát                                                                                  | Hráč              | Stát      | Hráč                      | ATP  | Nasazení |
| ------------------------------------------------------------------------------------- | ----------------- | --------- | ------------------------- | ---- | -------- |
| USA                                                                                   | Jackson Withrow   | Argentina | Horacio Zeballos          | 24.  | 1.       |
| Uruguay                                                                               | Ariel Behar       | USA       | Robert Galloway           | 74.  | 2.       |
| Mexiko                                                                                | Santiago González | Rakousko  | Lucas Miedler             | 92.  | 3.       |
| Indie                                                                                 | Sriram Balaji     | Mexiko    | Miguel Ángel Reyes-Varela | 123. | 4.       |
| Žebříček ATP k 3. únoru 2025; číslo je součtem žebříčkového postavení obou členů páru |                   |           |                           |      |          |

### Jiné formy účasti
Následující páry obdržely divokou kartu do hlavní soutěže:
- Tristan Boyer /  Tennyson Whiting
- Ethan Quinn /  Learner Tien

Následující pár nastoupil z pozice náhradníka:
- Hans Hach Verdugo /  James Trotter

### Odhlášení
před zahájením turnaje
- Marcelo Arévalo /  Horacio Zeballos → nahradili je  Jackson Withrow /  Horacio Zeballos
- James Duckworth /  Aleksandar Vukic → nahradili je  Hans Hach Verdugo /  James Trotter
- Austin Krajicek /  Rajeev Ram → nahradili je  Fernando Romboli /  Marcelo Zormann
- Nathaniel Lammons /  Jackson Withrow → nahradili je  George Goldhoff /  Trey Hilderbrand
- Jamie Murray /  John Peers → nahradili je  Robert Cash /  JJ Tracy
- Joe Salisbury /  Neal Skupski → nahradili je  Rinky Hijikata /  Adam Walton

## Přehled finále

### Mužská dvouhra
- Miomir Kecmanović vs.  Alejandro Davidovich Fokina, 3–6, 6–1, 7–5

### Mužská čtyřhra
- Miomir Kecmanović /  Brandon Nakashima vs.  Christian Harrison /  Evan King, 7–6(7–3), 1–6, [10–3]